# Dominee Wawelaar
Dominee Wawelaar is een personage uit het boek Max Havelaar van Multatuli. Hij komt tweemaal ter sprake, in hoofdstuk 9 of 16 en hoofdstuk 16 of 28. Zijn achternaam is een archaïsche vorm van het begrip wauwelaar. De atheïstische Douwes Dekker bedoelde Wawelaar als een karikatuur van hoe hij dominees zag.

## Rol in het verhaal
Batavus Droogstoppel bewondert deze dominee, die hem sterkt in zijn overtuiging dat welvaart in verband staat met vroomheid. Hij vindt dan ook dat zijn zoon Frits meer naar Wawelaar zou moeten luisteren, die zegt dat de Javanen arm zijn omdat ze heidenen zijn. Alleen mensen die in de christelijke God geloven, worden beloond op Aarde en later in het hiernamaals. De predikant is verder een vurig pleitbezorger van de zending.
Frits Droogstoppel brengt de dominee met kritische vragen ("zulke verbodene nasporingen" aldus Wawelaar) in verlegenheid. Frits krijgt van zijn vader hiervoor de straf geld te doneren aan het zendelinggenootschap.

## Receptie
Jacob van Lennep hield aanvankelijk een pagina uit de publicatie weg, waarin Frits dominee Wawelaar op catechisatie vragen stelde als Wat was licht voor er zon was?, Wat zou er gebeurd zijn, als Eva dien appel niet gegeten had? en Is mijn broertje verdoemd omdat hij voor den doop stierf?. Kritiek van Douwes Dekker op deze keuze van Van Lennep had geen resultaat omdat Douwes Dekker geen beschikking meer had over het manuscript.
Pas in de handschriftuitgave van Garmt Stuiveling (1949) verscheen deze vragenreeks weer in het boek.

## Populaire cultuur
In haar autobiografische roman verwijst Lale Gül naar dominee Wawelaar door de imam waar het moederpersonage - vernoemd naar het analfabete monster Karbonkel - gehoorzaam naar luistert, zeven keer op te voeren als imam Wawelaar. 